# X-100 roman
X-100 roman (1988) Emila Filipčiča je parodija na kriminalni roman. Osrednji lik Tone poskuša napisati kriminalko in se hkrati sprašuje o samem sebi. Za avtorjev slog je značilen optimizem in veselje do življenja, filozofski uvidi ter grotesknost. Roman je bil maturitetno berilo leta 1988. 

## Vsebina
Knjiga hoče biti "lepša in bolj resnična od življenja". Prvo poglavje romana je naslovljeno Zadnje poglavje in bralca nemudoma potisne v središče dogajanja kriminalne zgodbe, ki pa se v nadaljevanju ne razvije. Glavni lik Tone je avtorjev alter ego. Kot pisatelj se nenehno sprašuje o svojemu položaju, vlogi v družbi in kako najti gradivo za roman. Dvomi o verodostojnosti vsebine, češ da je zgolj imitator življenja, ki se dogaja okoli njega, on pa ga le zapisuje na papir. Je študent primerjalne književnosti, služi pa s pisanjem za neimenovanega znanega pisatelja. Živi pri materi in ima do nje podoben odnos kot Ivan Cankar do svoje. 
Posledica vztrajnega iskanja motivov je, da so poglavja vedno manj povezana, oziroma ne sledijo rdeči niti. Omenja svoj "transcendentalni jaz", ki je dejanski avtor knjige. Nekatera dela Emila Filipčiča predstavi kot svoja, kar potrjuje povezanost Toneta in avtorja knjige. Knjiga je polna osebnih vtisov iz okolice in razmišljanj. Cilj mu je doseči dolžino stotih strani, kolikor je bilo zahtevano s strani uredništva. V knjigo, za katero se izkaže da je v bistvu X-100 roman, tako vključuje najrazličnejše podrobnosti in situacije, ki se mu pripetijo, kot je na primer prošnja, ki jo je na njegov pisalni stroj napisal nekdo drug, ali pa nekaj strani brez uporabe črke a, ker naj bi se ta med pisanjem zlomila. 
Delo se odmika od tradicionalne forme romana, saj zgodba ne sledi kakemu utrjenemu toku dogodkov, temveč je vse bolj nelogična, razdrobljena, navidezno fantastična. Pripoved sledi toku zavesti oziroma podzavesti glavne osebe in je obenem kritično avtorefleksivna; ironično se vidi kot nekakšen "avtomatski zapisovalec sporočil".

Naslov romana si je Emil Filipčič sposodil pri seriji trafikarskih romanov v srbohrvaščini z naslovom Romani x-100, ki je prinašala prevedene kriminalke.

## Kometarji
Če naj govorim o posameznikih in njihovem delu v 80. letih razglašam za osrednjo literarno osebnost Emila Filipčiča. Čeprav je bil njegov prvenec, roman Grein Vaun, objavljen na samem vstopu v 80. leta (1979), so njegova dela (prozne knjige Kuku, Ervin Kralj in X-100 roman ter igre Butnskala, Ujetniki svobode, Altamira in Božanska tragedija) zaznamovala celotno desetletje, hrepeneče po groteskni fantastiki, absurdni parodiji in nesmiselnem črnem humorju. [...] Njegova dela so brez dvoma prispevala tehten delež k slovesu nekaterih gledališč (SMG, Prešernovo), ob njih pa so se formirali tudi manjši tatrski in filmski ustvarjalci. (Drago Bajt, 1989)
[...] več mesecev brskam po njegovi knjigi, da bi našel kakšno zgodbo in lahko rečem: ni je. Torej je knjiga odraz našega sveta, kjer se nič ne zgodi in se nikoli ne bo nič zgodilo, kjer se nič ne spreminja in se ne bo nikoli nič spremenilo. Zaupati pa vam moram, da se neprestano nekaj dogaja: X-100 roman je zgodovinski prikaz Emila Filipčiča, s tem pa odraz sveta, ki je izdelal edinstvenega umetnika. (Franček Rudolf, 1989)
Emil Filipčič je točno to, kar so ljudje že veliko časa slutili in upali, pa si niso upali izreči: Woody Allen, ali Tone Allen, se pravi Tone Alanov iz Novih Jorkovanov. No, gre čisto zares, pa čeprav je njegov X 100 roman na videz čisto neresen. Tako kot pri Woody Allenu, v njegovih filmih in njegovih filmih in njegovih knjigah. Toda Emil ali Tone bi morala storiti še en korak. Namesto romana, pa tudi če je to X 100 roman, ne pa navaden roman, bi morala napisati kratke zgodbe, čisto tako kot Woody, samo drugače. [...] Po izvrstnem fragmentu čisto na začetku romana, z naslovom Zadnje poglavje, ko se zdi, da je dokončno prebita samoblokada slovenske proze, pravem cukerčku kratke proze, stvar postane le malo preveč že znana. Škoda, pa čeprav knjiga sploh ni slaba. Ampak slutiti da, da bi se lahko napisala briljantna knjiga. (neznani avtor, Tribuna, 1988-1989)